# Kasteel van Fouleng
Het Kasteel van Fouleng is een kasteel in het Henegouwse Fouleng, deelgemeente van Opzullik (Silly) in België. Antoine d’Averoult, vrouwe van Fouleng, liet het bij haar dood op 2 december 1693 na aan haar echtgenoot Philippe d’Ydeghem. Het kasteel bleef van hen tot 1735. Nadien kwam het kasteel van Fouleng in handen van de familie d'Auxy, in 1868 van de familie Ysebrant de Difque, in 1877 van de familie Mons d’Hedicourt. Sinds 1922 is het kasteel eigendom van de familie de la Serna. Het kasteel werd in 1867 uitgebreid met de huidige voorgevel en de vierkante toren, waarop Angélique d’Auxy de Fouleng en Charles Ysebrant de Difque hun wapenschild aanbrachten. In 1962 werd het wapenschild vervangen door dat van de huidige eigenaren. Het kasteel van Fouleng wordt omgeven door een park van 8,5 hectare met zeldzame sierbomen.

## Afbeeldingen

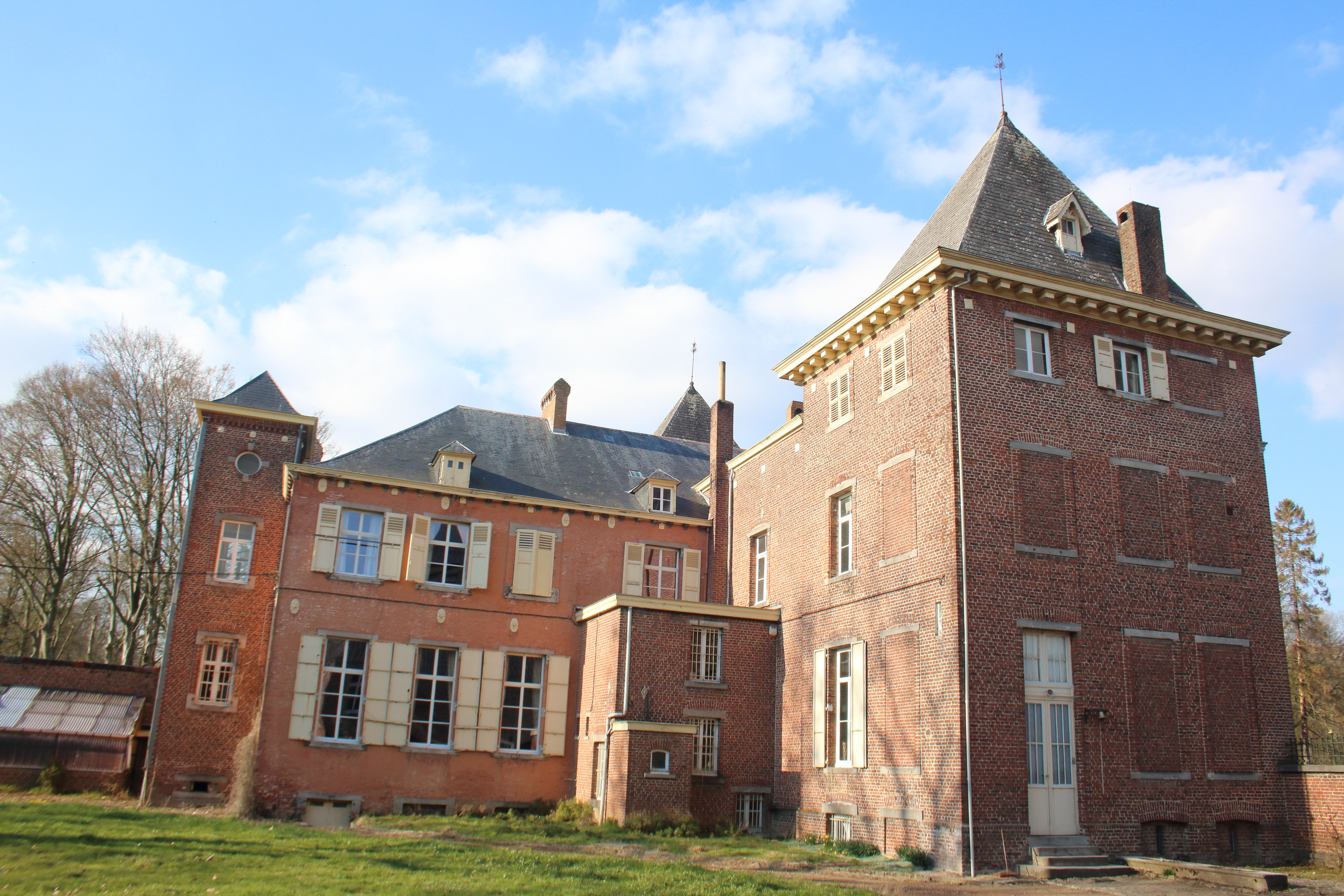
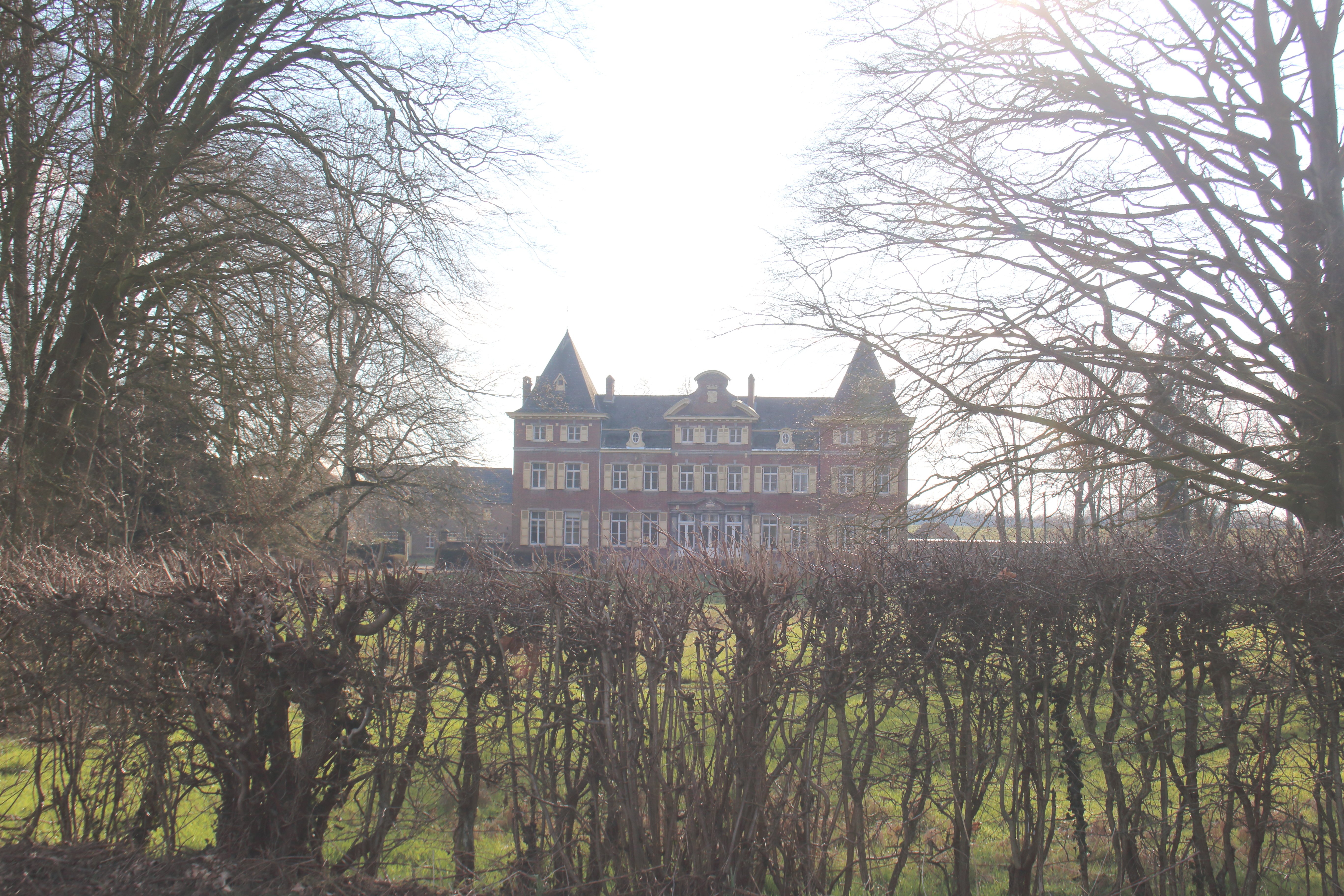